# Parasemia confusa
Parasemia confusa là một loài bướm đêm thuộc phân họ Arctiinae, họ Erebidae.